# Philip Holmes
Philip J. Holmes (1945) é um matemático estadunidense.
É professor da cátedra Eugene Higgins de Engenharia Mecânica e Aeroespacial da Universidade de Princeton.
Antes de seguir para Princeton em 1994 lecionou mecânica teórica e aplicada na Universidade Cornell, de 1977 a 1994.
Holmes estudou na Inglaterra na Universidade de Oxford, onde estudou engenharia de 1964 a 1967, e na Universidade de Southampton, onde obteve um Ph. D. em engenharia em 1974.
Contribuiu para o campo da dinâmica não-linear e equações diferenciais. Seu livro sobre Sistemas dinâmicos, em coautoria com John Guckenheimer, é referência básica sobre o tema.
Foi eleito fellow da Academia de Artes e Ciências dos Estados Unidos em 1994. Em 2001 foi eleito membro honorário da Academia de Ciências da Hungria. Em 2012 tornou-se fellow da American Mathematical Society.